# 유리기 치환 반응
유리기 치환 반응(Radical substitution 또는 free radical substitution)은 유리기(free radicals)가 반응성 중간체(reactive intermediate)로 참여하는 치환 반응이다. 이 반응은 최소 2단계로 구성되며 3단계도 가능하다.
첫 단계는 개시단계(initiation, 위 그림의 2~3번)로 유리기의 균형 분해(homolysis)로 생성된다. 균형 분해는 열이나 자외선에 의해 일어나지만 유리기 개시자(radical initiator) 역시 반응을 일으킨다. 마지막 단계는 종결단계(termination, 위 그림의 6~7번)로 유리기가 다른 유리기와 결합하는 단계이다. 전파단계(propagation, 위 그림의 4~5번)는 생성된 라디컬이 추가로 라디컬을 계속 만들어 반응이 계속 일어날 수 있게 해주는 단계이다.

## 같이 보기
- 반응 중간체(Reaction intermediate)